# Loza

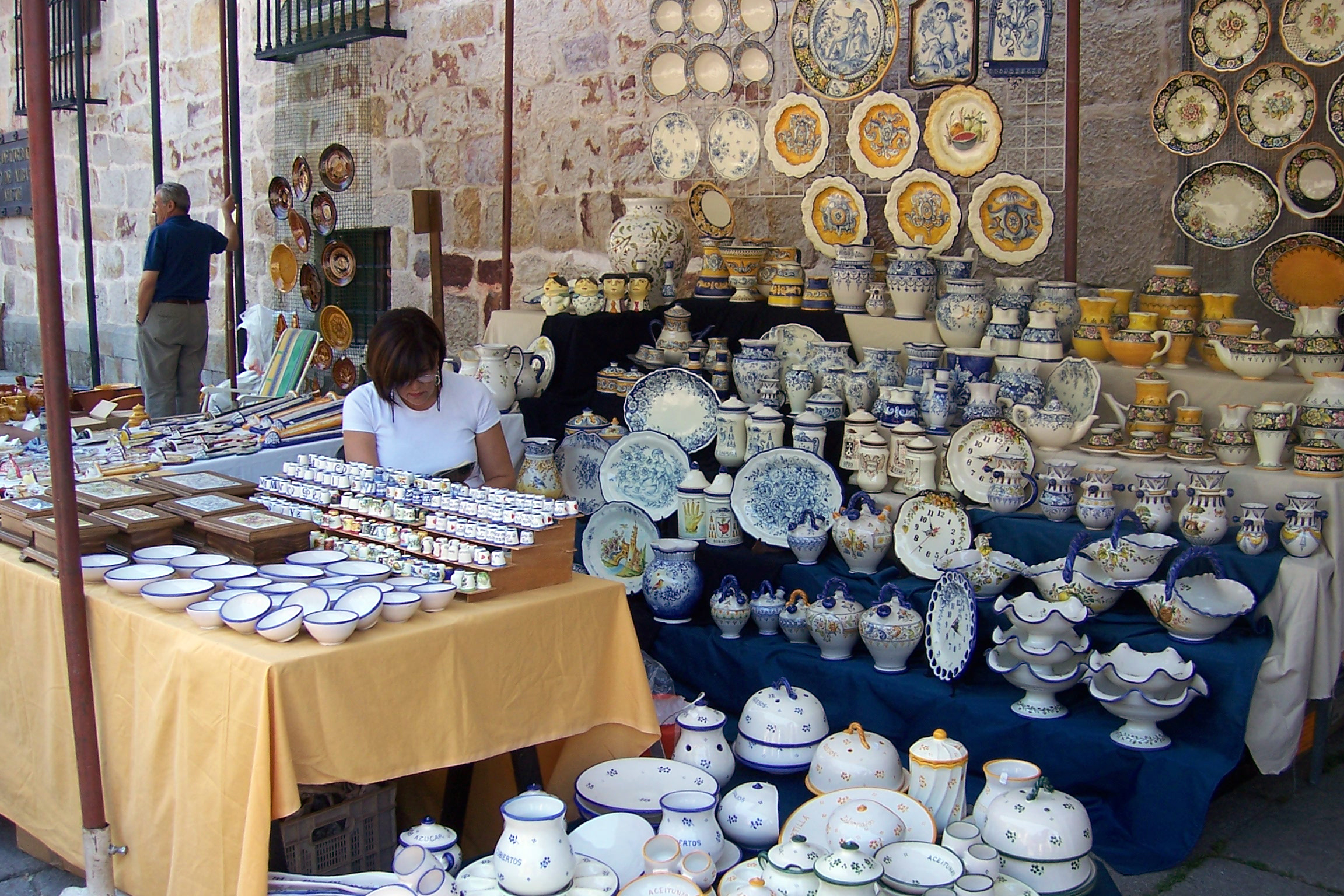
Feria de loza y cacharrería de Zamora (España). Año 2008.

El uso popular del término loza se aplica o se refiere a la mayoría de los objetos que conforman la vajilla doméstica, cuyo material original es el barro cocido. Pueden distinguirse dos tipos genéricos: la loza monocroma (por lo general blanca), y la loza decorada.
Partiendo de su origen alfarero y a lo largo de la historia de los procedimientos cerámicos, la loza ha ido dando nombre a diferentes técnicas artísticas y procedimientos decorativos: loza verde y morado, loza dorada, loza de cuerda seca, loza pintada con paleta de gran fuego, loza pintada con paleta de pequeño fuego y loza fina.

## Definiciones
En un diccionario especializado, se denomina loza a las piezas de alfarería de diferentes tipos de barro y arcilla sometidos a un proceso de esmaltado o barniz y una cocción entre mil y mil trescientos grados centígrados. La pasta blanca resultante debe ser fina, porosa, absorbente y opaca.
Otra definición técnica, ya en el siglo XXI, describe la loza como material poroso cocido a baja temperatura y vidriado, indicando que es término aplicado a la cerámica del ajuar doméstico.
Joan Corominas anotó que, con anterioridad a 1495, el término “loza” hacía referencia a las vasijas de cualquier material, aunque Nebrija la relacionaba tan solo con vasos de barro cocido.

### Etimología
Conflictiva, como casi siempre. Corominas la ve del latín lautia (ajuar) y en otros manuales se considera del latín lutea (barro).

## Composición
La loza, como todo material de origen cerámico, se fabrica a partir de:
- barro arcilloso (silicato de alúmina) que sirve de aglutinante plástico.
- sílice cristalina (arena cuarzosa), el desgrasante que dará a la pasta el grado de plasticidad conveniente.
- los elementos fundentes, que durante la cochura favorecen la formación de un 'cemento vítreo' que consigue la cohesión de los minerales de dicha pasta cerámica. El fundente primordial es el feldespato.

Resumiendo lo antedicho, la pasta para loza está compuesta de varias arcillas blancas mezcladas con tierras silíceas calcinadas. Según sea la clase de arcilla así resultará el color después de cocida, que puede ser amarillo, rojo, pardo o negro.
El impermeabilizado de la loza se consigue con un barniz fluido que contiene sílice, minio, blanco de plomo y galena, todo ello molido en agua antes de su cocción. Alcanza una gran dureza y resistencia, lo que la hace muy indicada para la vajilla doméstica.

## La loza decorada en España
La loza decorada llegó a la península ibérica con los artesanos del califato de Córdoba. En los reinos cristianos posteriores, sus técnicas y su uso doméstico no se documentan hasta la segunda mitad del siglo XIII, tras la conquista del territorio musulmán y la deportación de sus alfareros a las zonas repobladas.
A grandes trazos se puede hablar de diferentes influencias estilísticas. En el Medioevo, la musulmana con reminiscencias de la porcelana china; en los siglos XVI y XVII la mayólica italiana, traída a la corte española por ceramistas ligures, la auténtica porcelana china que llegaba con el galeón de Manila o vía Portugal, y ya en el XVIII las refinadas lozas francesas como equipaje cultural de los viajeros ilustrados y de la propia Ilustración española que tiene su máximo esplendor con la fundación, por parte del Conde de Aranda, de la Real Fábrica de Loza de Alcora en 1727; finalmente las lozas mecanizadas burguesas impresas de estilo Brístol en el siglo XIX.

## Tipos de loza
- Loza verde y morado, también conocida como verde y manganeso y loza de Elvira, originada en el siglo IX en Mesopotamia y desarrollada en la península ibérica durante el califato.
- Loza dorada, más refinada y lujosa, aunque con el mismo origen y desarrollo que la verdimorada, a la que sucedió crono-históricamente.
- Loza de cuerda seca, otra de las técnicas características de la cerámica andalusí,[6] aunque desarrollada en toda su plenitud en la época de los Reyes Católicos, mezclando el influjo musulmán con el gótico-renacentista.[Nota 2]

Tipos de loza
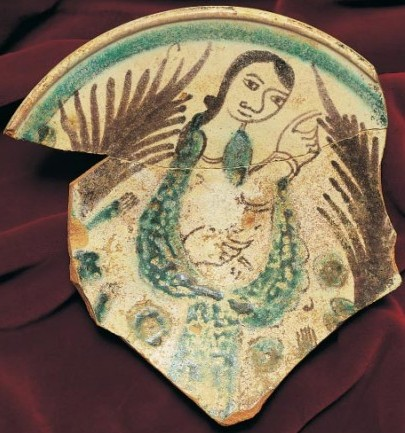
Loza verde y morado (tajador mudéjar del siglo XIV).
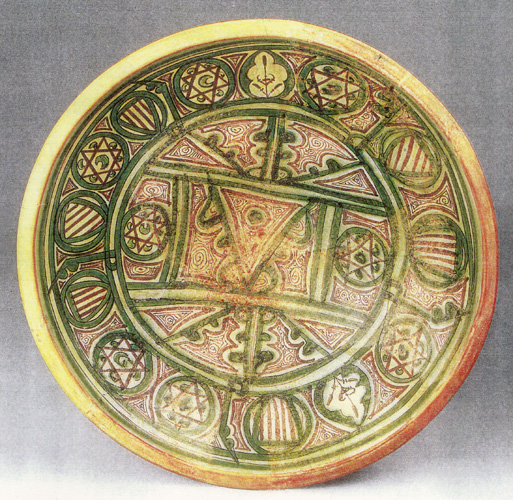
Loza dorada (tajador judeo aragonés del siglo XIV).
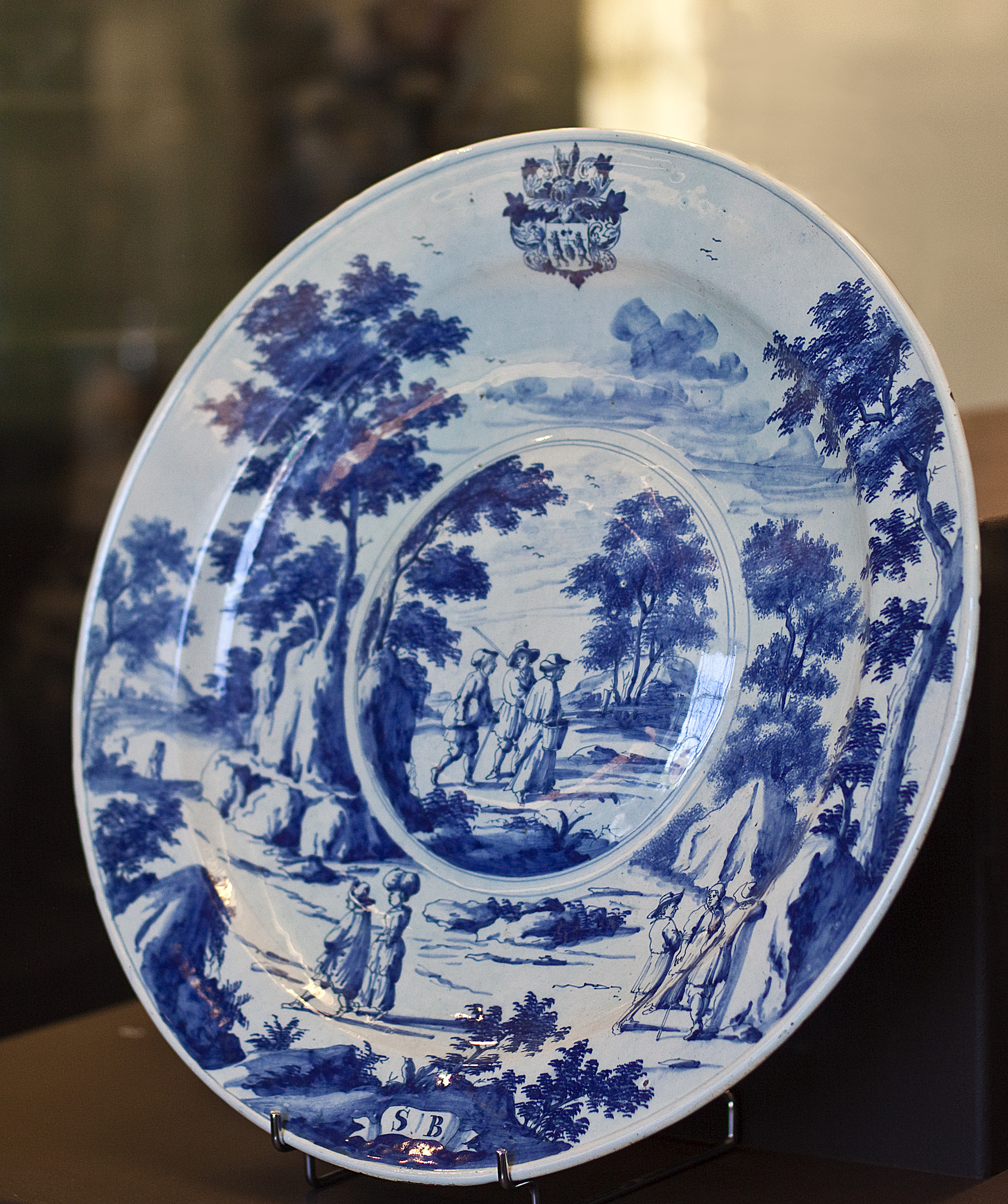
Mayólica (paleta de gran fuego) de Delft (1675-1725).
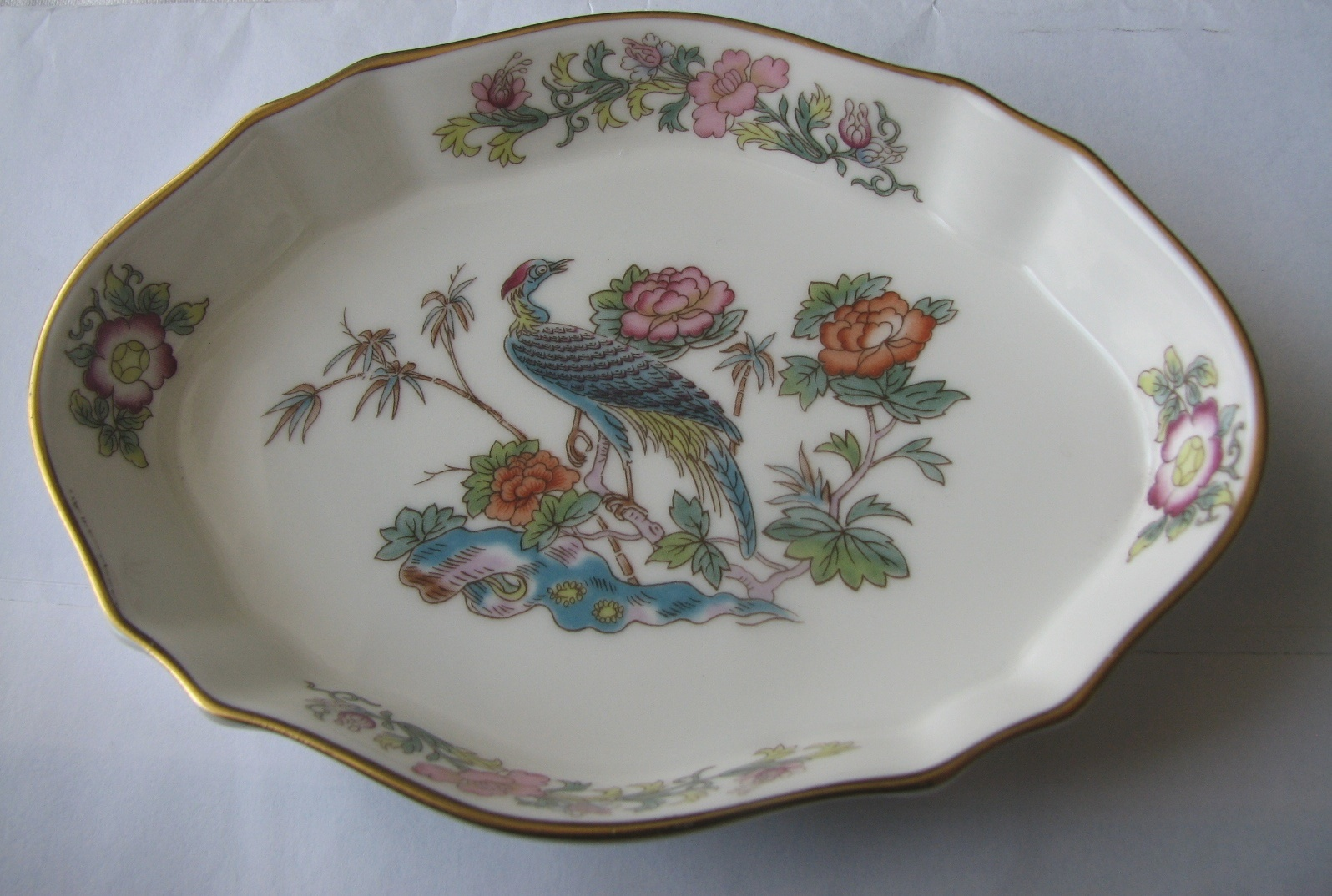
Fuente de loza fina Wedgwood.[Nota 3] Siglo XIX.

- Loza pintada con paleta de gran fuego, definición técnica de la mayólica italiana renacentista que se difundió por Europa a partir del siglo XVI,[Nota 4] y que en España se desarrolló a lo largo de los siglos XVII y XVIII, en los alfares de Talavera de la Reina,[Nota 5] El Puente del Arzobispo (Toledo), Cataluña y Teruel.[Nota 6] Por su parte, la loza de Alcora, desarrollada a partir de 1727, a imitación de la francesa, usó también la técnica ornamental de la paleta de gran fuego, aunque en muchos casos las piezas parecen decoradas con la paleta de pequeño fuego, dada su mayor riqueza de colorido.
- Loza pintada con paleta de pequeño fuego difundida por Europa durante el siglo XVIII, especialmente en centros franceses de Estrasburgo, Marsella y Sceaux, imitando la decoración de la porcelana.[Nota 7] En España tuvo escaso arraigo y difusión.[7]
- Loza estannífera, un tipo de loza con un barniz de óxidos de plomo y estaño combinados con silicato de potasa, lo que le confiere un color blanco poroso. Surgió en el siglo XI en Bagdad como intento de imitación de la porcelana china. De aquí pasó a la cerámica andalusí, desde la que se difundió por toda Europa: en Italia recibió el nombre de mayólica; en España, Francia, Alemania y Escandinavia se la conoce como fayenza; en los Países Bajos es denominada loza de Delft; y en Reino Unido se llama english Delftware.[8]
- Loza fina, loza color crema o tierra de pipa se denomina a uno de los procesos revolucionarios de los ceramistas ingleses del siglo XVIII.[9] En España, las producciones más importantes se hicieron en la Real Fábrica de Loza de Alcora (Castellón), la Real Fábrica de La Moncloa (Madrid), Cartagena (Murcia),[Nota 8] Manises (Valencia), Sargadelos (Lugo), la de Pickman en Sevilla (1841) y la de San Juan de Aznalfarache (1859).[Nota 9] y Valdemorillo (Madrid).[Nota 10] Otros focos productores de loza fina dignos de mención fueron la fábrica de La Constancia en Vallecas (Madrid) de 1889, y en la cornisa norte española las instaladas en Gijón, Oviedo, Busturia y Pasajes.[10][11]

En el siglo XIX, Francisco de Paula Mellado, diferenciaba los siguientes tipos de loza fina o inglesa, según su composición: loza fina caliza, loza fina feldespática, cream colour (loza de color crema o creamware).

Platos y fuentes de loza
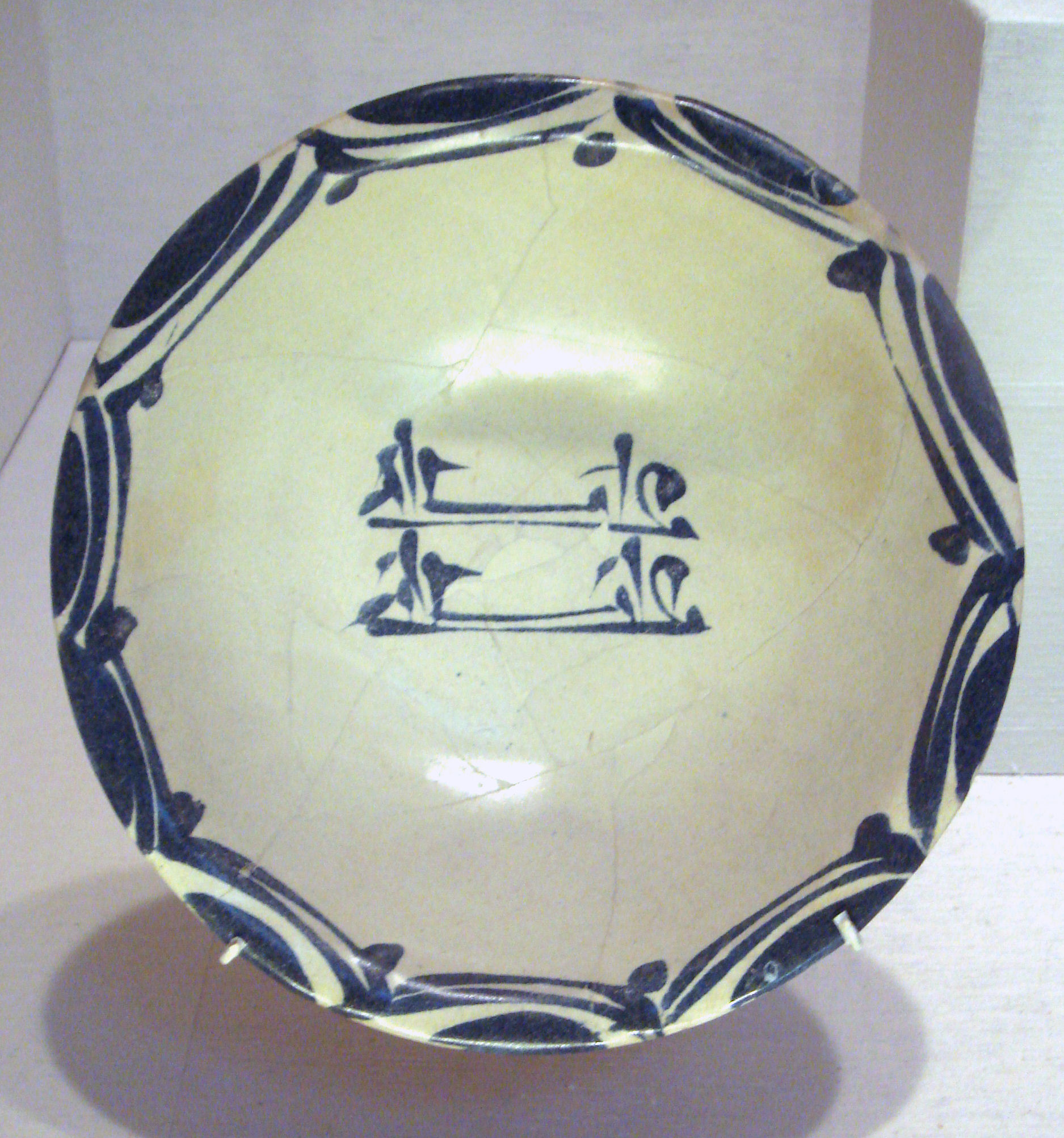
Loza abasida del siglo IX.
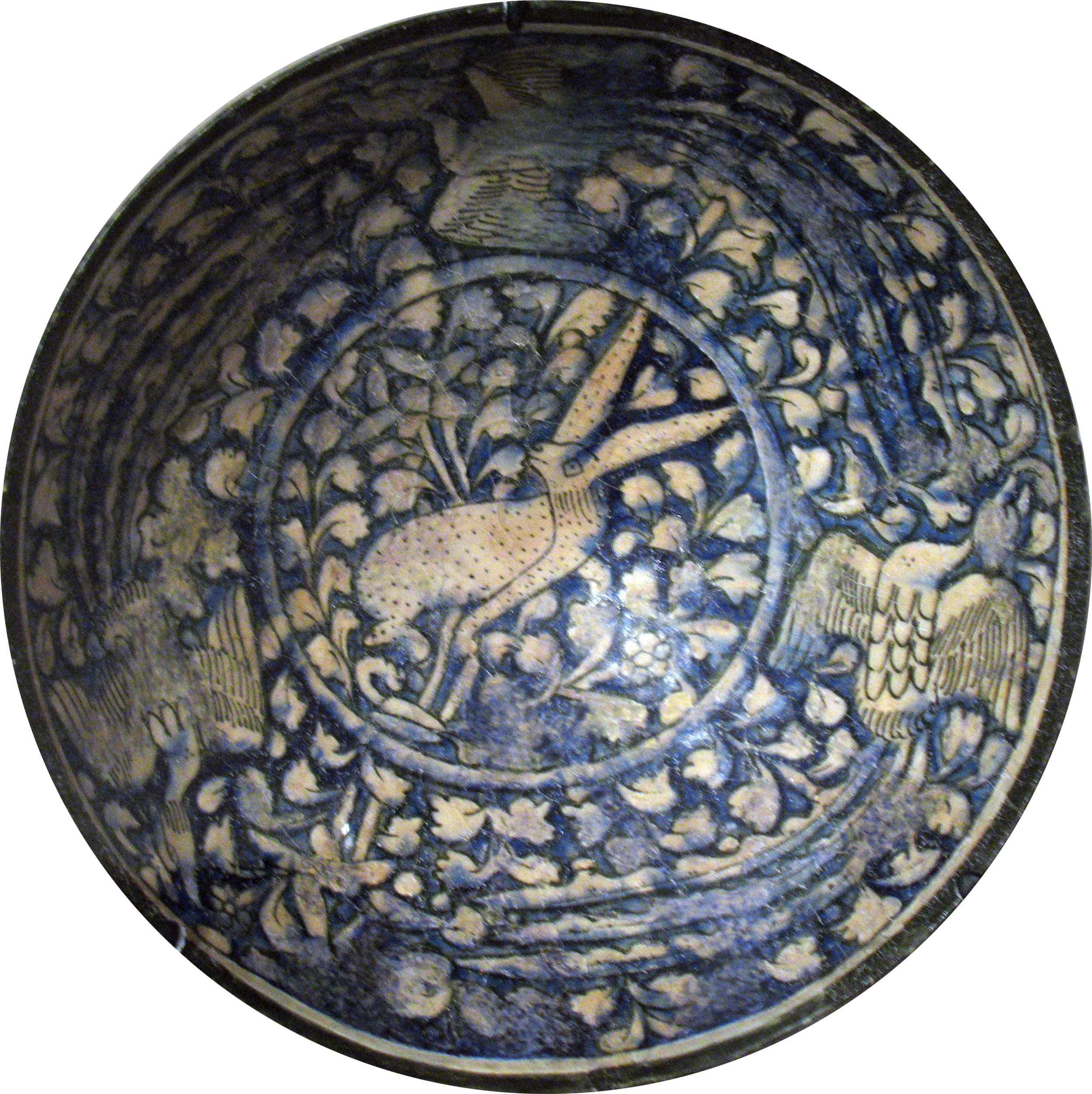
Loza persa del siglo XIV.
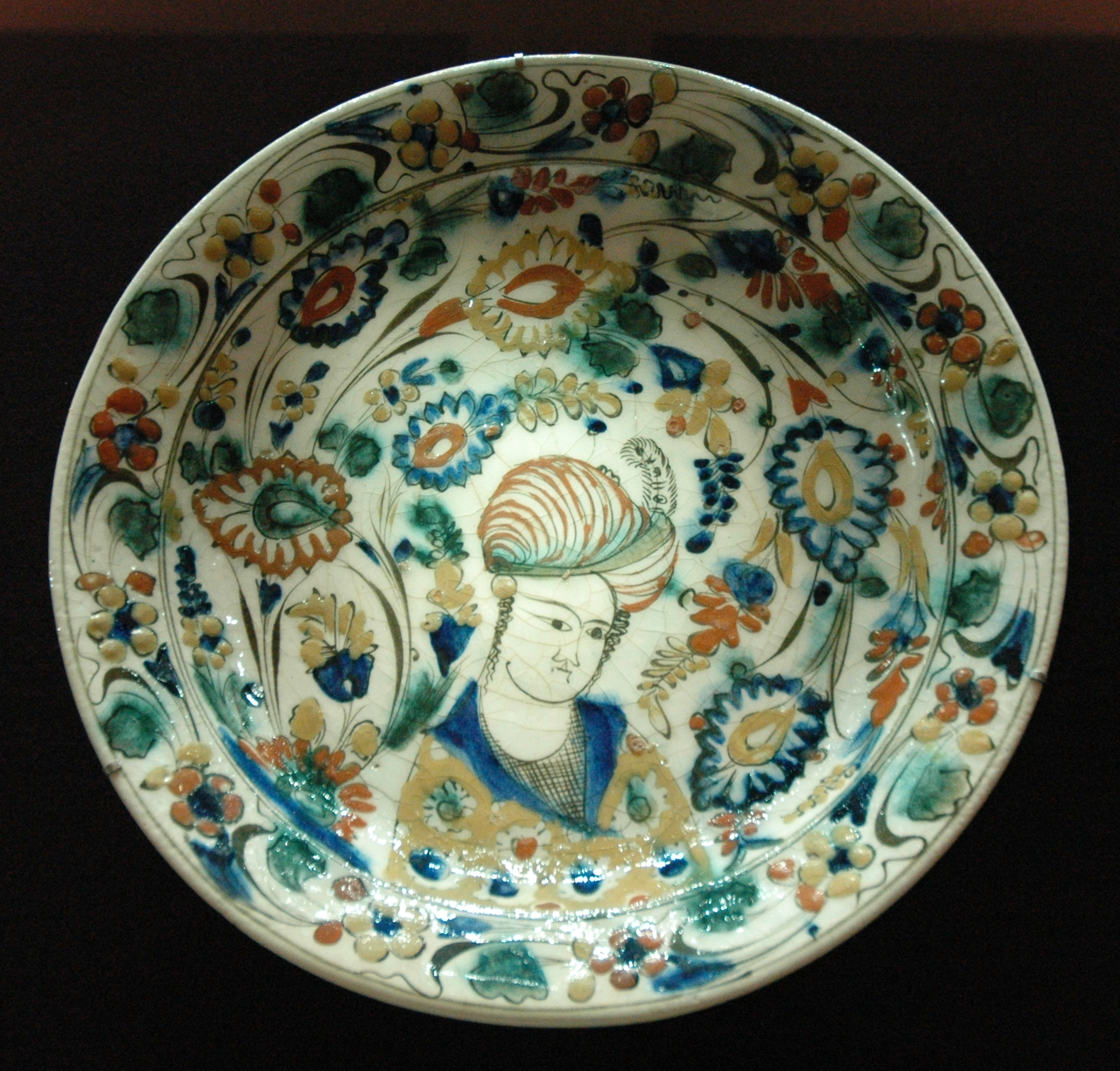
Loza iraní del siglo XVII.
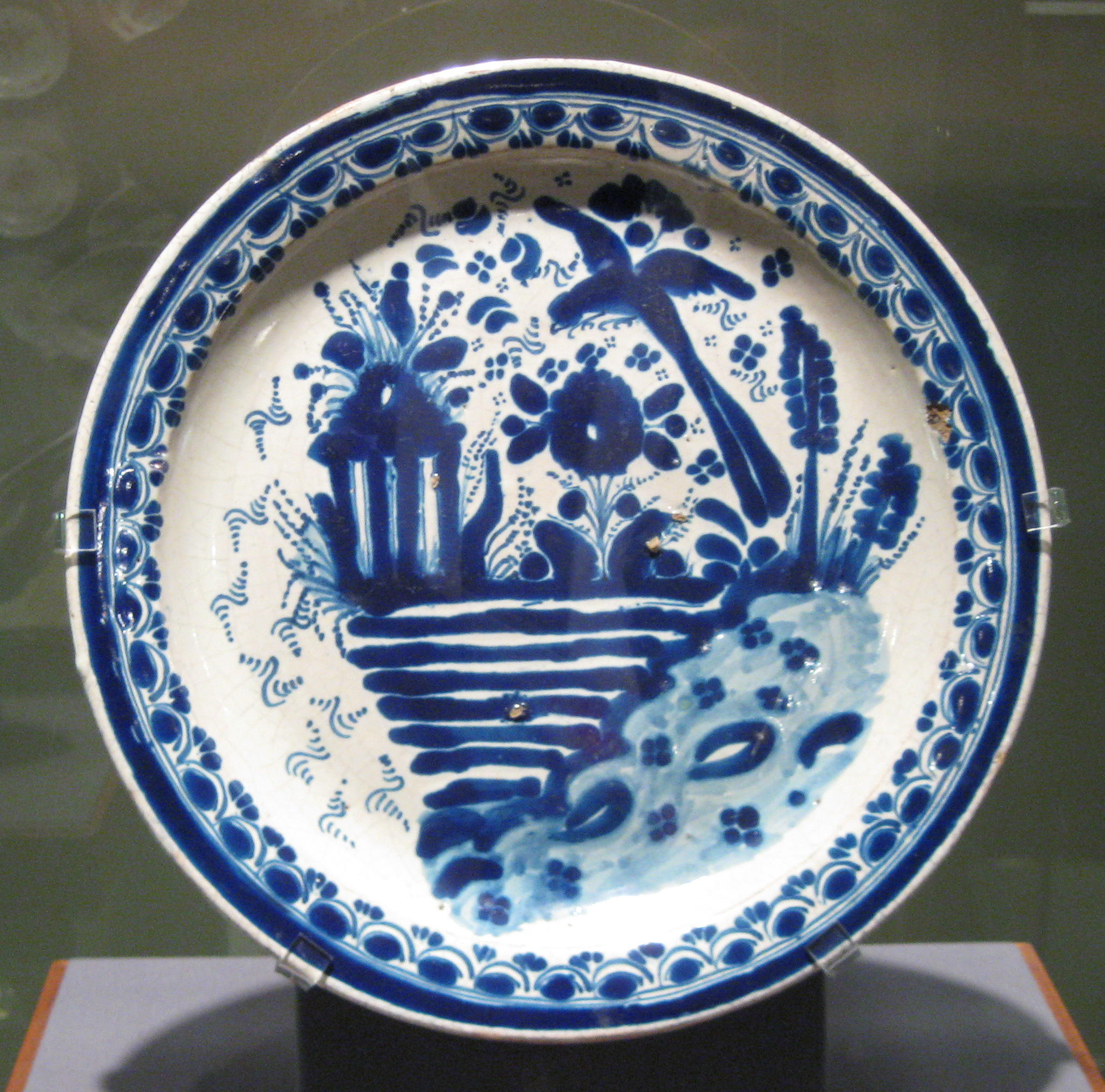
Loza mexicana del siglo XVIII.